# جینو ستاکینی
جینو ستاکینی (به ایتالیایی: Gino Stacchini) بازیکن فوتبال و اهل ایتالیا است که از سال ۱۹۵۸ میلادی عضو تیم ملی فوتبال ایتالیا بوده و در ۶ بازی ملی حضور داشته‌است. او در بازی‌های ملی‌اش ۳ گل به ثمر رساند.
جینو ستاکینی آخرین بازی ملی خود را در سال ۱۹۶۱ میلادی انجام داد.